# Kasteel van Eindhoven

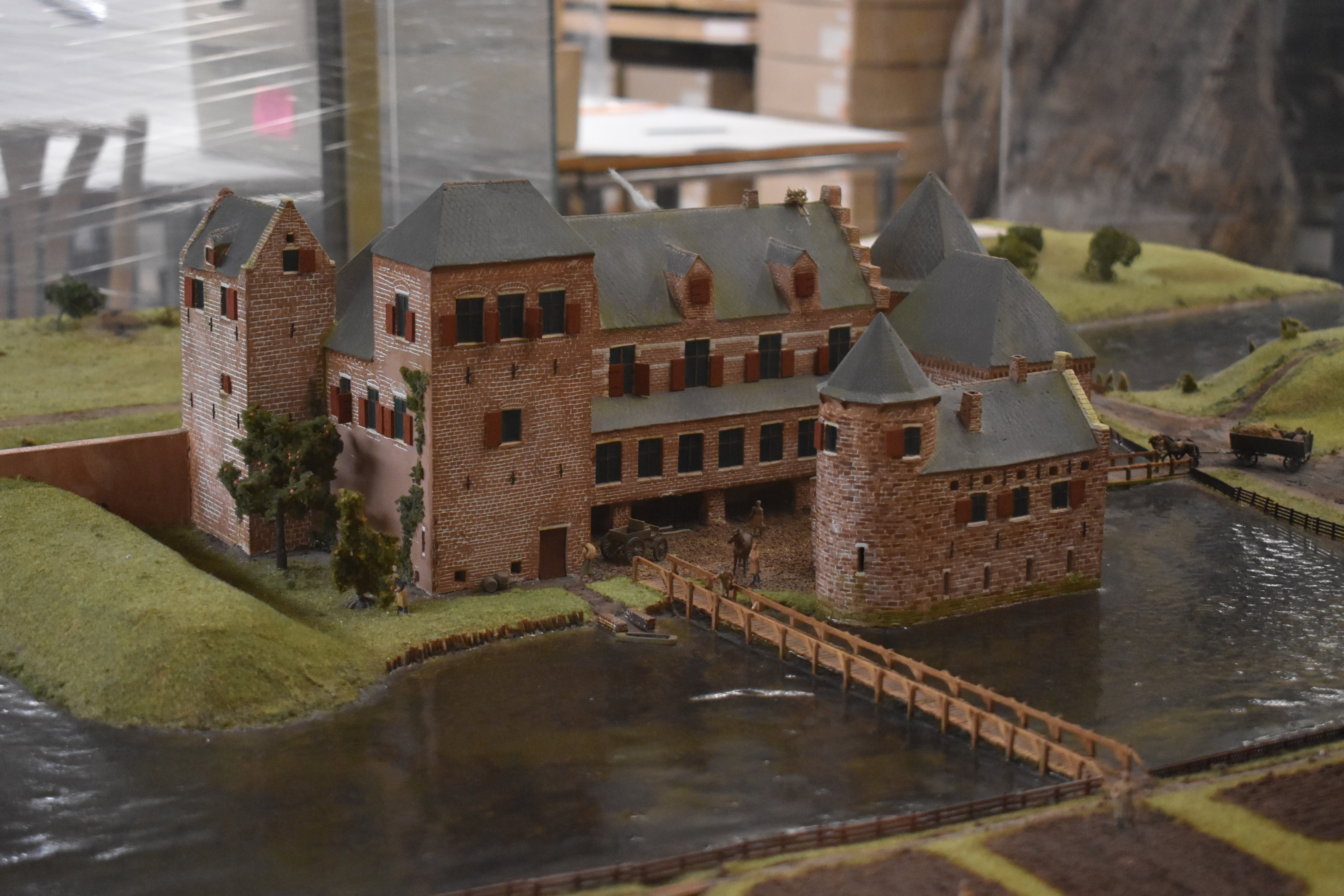
Een diorama van het Kasteel van Eindhoven

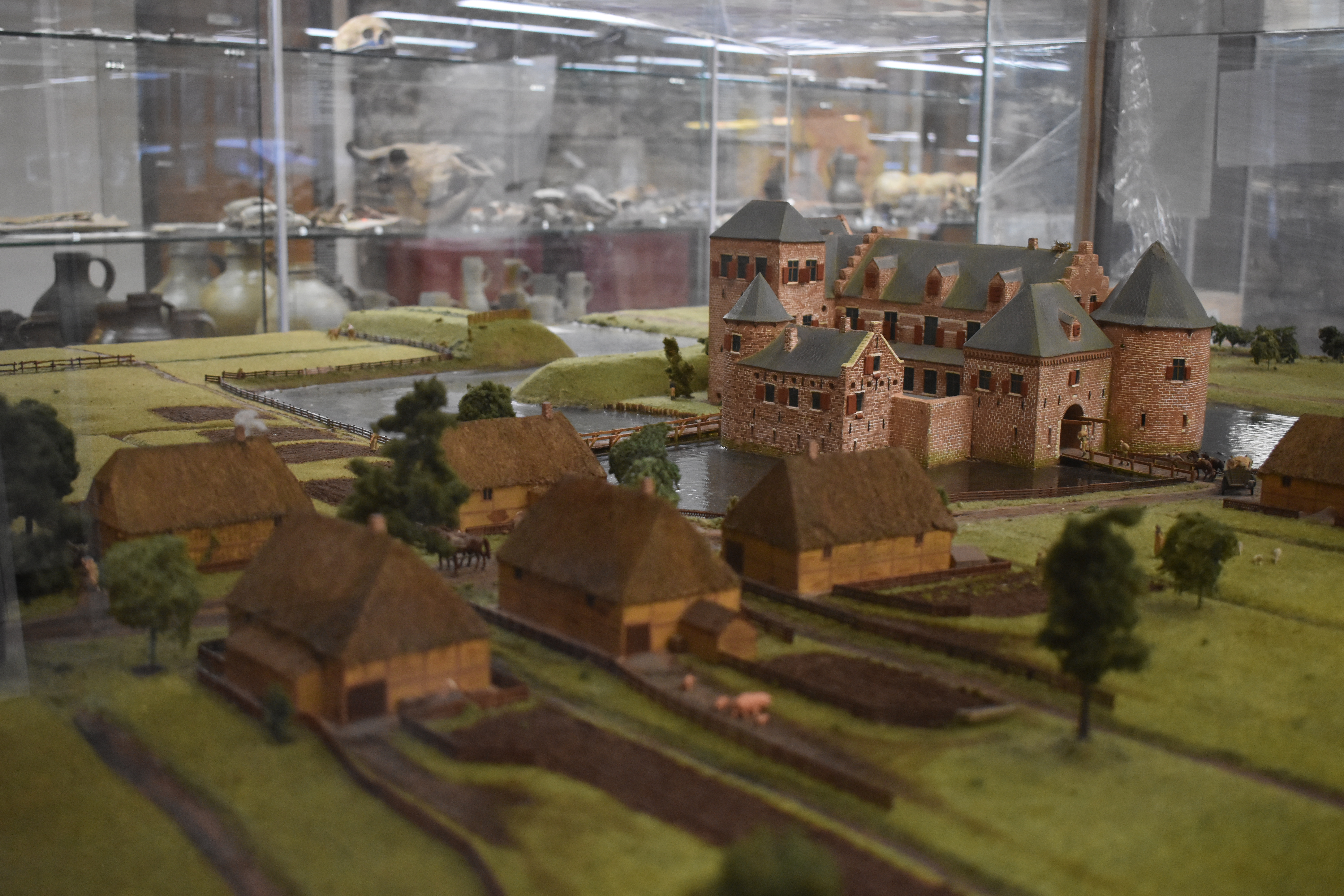
De diorama vanuit een andere hoek

Het Kasteel van Eindhoven is de naam die wordt gebruikt voor het tweede kasteel in Eindhoven, dat deel uitmaakte van de stadsversterkingen en daarom wel een stadskasteel wordt genoemd.

## Geschiedenis

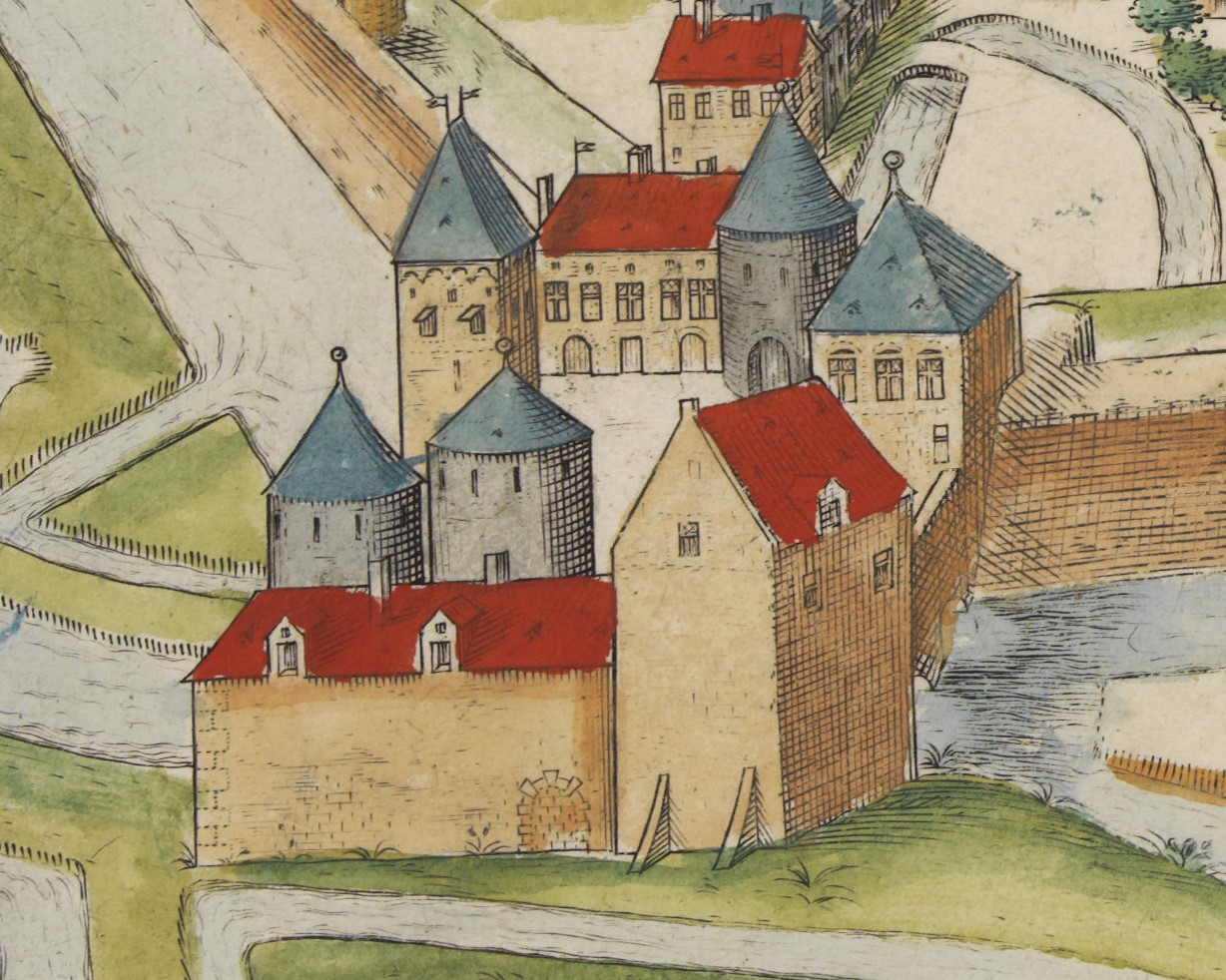
Het kasteel afgebeeld in een oude, antieke prent van Eindhoven

In Eindhoven bestond reeds een kasteel, dat Ten Hage of Die Haghe heette en buiten het stadsgebied lag. Dit behoorde sinds 1368 tot de heer van Cranendonck, die ook heer van Eindhoven was. Van 1387 tot 1413 was Willem van Milberg heer van Eindhoven. Nadat de stad Eindhoven in 1389 het recht had gekregen om stadsmuren te bouwen, ontstonden waarschijnlijk reeds de plannen voor een nieuw kasteel dat onderdeel van de verdedigingswerken uitmaakte. We weten niet precies wanneer met de bouw van het nieuwe kasteel werd begonnen. Van 1413 tot 1434 was Jan van Schoonvorst heer van Eindhoven. Deze schonk Ten Hage in 1420 aan de Augustijnen die er klooster Mariënhage zouden vestigen. Toen was het nieuwe kasteel vermoedelijk al in gebruik. Het werd echter niet permanent bewoond door de heer, aangezien deze meerdere andere bezittingen had, waaronder Cranendonck. Het eerste directe bewijs van het bestaan van dit kasteel is pas te vinden in een oorkonde van 1482, toen Jacob II van Horne heer van Eindhoven was. Toen hij in geldnood zat, gaf hij het kasteel in onderpand aan Gerrit van Brede, die bovendien ook nog schout van Eindhoven en Woensel werd. Jacobs opvolger, Frederik van Egmont, ging eveneens gebukt onder geldnood. Hij was heer van Eindhoven van 1484-1521.
In 1486 werd de stad Eindhoven en een deel van het kasteel verwoest door de Geldersen onder leiding van Robert van der Marck. In 1501 werden de versterkingen van de stad weer hersteld en in 1502 was ook het kasteel weer herbouwd. Terwijl van de oude situatie nauwelijks gegevens bekend zijn, is dat van de nieuwe situatie wel het geval.
Van 1521-1539 was Floris van Egmont heer van Eindhoven. Hij is meerdere malen op het kasteel geweest om hoge gasten te ontvangen. Hij werd opgevolgd door Maximiliaan van Egmont, die van 1539-1548 heer van Eindhoven was en in 1541 zijn Blijde Intrede maakte.
Maximiliaans dochter, Anna van Egmont, was erfvrouwe van Eindhoven van 1548-1558. Ze huwde in 1551 met Willem van Oranje, die daarmee heer van Eindhoven werd. Het echtpaar zal niet vaak op het kasteel aanwezig zijn geweest, gezien hun uitgebreide verdere bezittingen. Wel was Willem van Oranje op het kasteel aanwezig in 1563, waar een beraad plaatsvond met Lamoraal van Egmont en Filips van Montmorency, die beiden in 1568 onthoofd zouden worden wegens hun opstand tegen de Spaanse koning. Ook Jan IV van Glymes van Bergen was hierbij aanwezig. Na het overlijden van Willem van Oranje in 1584 ging het bezit over op diens zoon Filips Willem, die overleed in 1618.

### Tachtigjarige Oorlog
In de Tachtigjarige Oorlog speelde het kasteel een militaire rol. Van 1573-1575 was er een garnizoen Spaanse ruiters gelegerd onder leiding van graaf Karel van Arenberg. Omstreeks 1575 werd Goyart van Eijck, heer van Blaarthem met een aantal andere opstandelingen gedurende vijf maanden op het kasteel gevangen gehouden door soldaten onder leiding van Claudius van Berlaymont. In december 1576 namen Staatse troepen onder leiding van Engelbrecht van Immerseel de stad in. Zij werden in het voorjaar van 1577 reeds verdreven door Spaansgezinde troepen onder leiding van Karel van Berlaymont. Zij plunderen, en muitende soldaten maken de omgeving onveilig. Einde 1578 komt het kasteel weer in Staatse handen, nu door de Duitse ruiterij van paltsgraaf Johan Casimir van Palts-Lautern. Opnieuw wordt de stad en haar omgeving geplunderd, maar op 10 februari 1579 wordt de stad alweer ingenomen door de Spanjaarden, nu onder leiding van Ottavio Gonzaga. Op 7 september 1581 kwamen de Staatsen weer, onder leiding van Jan Junius van Leefdale en Olivier van den Tempel. De Spaanse bezetting vluchtte en de stad en het kasteel werden door de Staatsen geplunderd. Er vielen meer dan 600 doden. Soldaten roven geld en vernielen het meubilair van de rentmeester. Op 9 oktober 1581 wordt het kasteel opnieuw door de Spaansgezinden ingenomen, nu onder leiding van Claudius van Berlaymont en Maarten Schenk van Nydeggen.
Op 27 december 1582 werd de stad middels verraad opnieuw door de Staatsen ingenomen onder leiding van Henri Gouffier, en twee dagen later volgde het kasteel. Nu echter werd Eindhoven belegerd door de Spanjaarden in opdracht van Alessandro Farnese met de Spaansgezinde veldheer Graaf Karel van Mansfeld aan het hoofd. Ook Claudius van Berlaymont en Karel van Arenberg kwamen hem te hulp. De Franse maarschalk Armand de Gontaud trachtte de stad nog te ontzetten, maar op 23 april 1583 werd de stad tot overgave gedwongen en gaf Farnese het bevel om de wallen te slechten en het kasteel te versterken.
Op 2 juli 1587 werd het kasteel weer door de Staatsen onder Filips van Hohenlohe-Neuenstein ingenomen, waarbij opnieuw ruimschoots gestolen en geplunderd werd, doch direct daarna veroverden de Spaansgezinden onder leiding van Claudius van Berlaymond de stad en het kasteel weer. Daarna was het een komen en gaan van Spaanse en Staatse troepen, zo trad in 1590 Karel van Mansfeld weer op.
Op 27 oktober 1601 nam stadhouder Maurits het kasteel in, maar vertrok weer snel. Daarop werd het kasteel bezet door de Spaansgezinde Anthonie Schetz, die ook Gouverneur was van 's-Hertogenbosch. In 1602 reisde de president-schepen van Eindhoven naar Sint-Huibrechts-Lille om Maurits te verzoeken de stad te vrijwaren voor inkwartiering. Maurits kwam daarop terug en dreigde de Spaanse luitenant en zijn soldaten op te hangen, waarop deze vluchtten naar 's-Hertogenbosch maar opnieuw terugkwamen nadat Maurits was vertrokken.
Op 3 februari 1604 verschenen muitende huurlingen uit Grave, die Staatsgezind waren. De in het kasteel aanwezige Duitse troepen vluchtten en de muiters plunderden het kasteel maar, omdat er weinig meer te halen viel, begonnen ze het te vernielen, waarna ze naar Turnhout vertrokken. Ook muiters uit Hamont verschenen in 1609. Deze moesten door de Eindhovense bevolking bevoorraad worden.
Uiteindelijk werd 's-Hertogenbosch in 1629 bij het Beleg van 's-Hertogenbosch ingenomen door Frederik Hendrik, en op 2 september van hetzelfde jaar werd Eindhoven ingenomen door Staatse troepen onder leiding van Thomas van Stakenbroeck.
In 1632 voerde het Leger van Vlaanderen nog een aanval op het kasteel uit, waarbij vijf doden vielen. Hierop trokken Staatse troepen in de stad onder leiding van de kapiteins Ittersom en Amerongen. Ook in 1633 waren nog Staatse troepen aanwezig, mede omdat Spaansgezinde Zweden in Woensel arriveerden. Doch in 1642 werd het kasteel opgeëist door de Spaansgezinde baron d'Eubise en overgegeven aan A. Canselmo, maar hetzelfde jaar, en nu voorgoed, kwamen kasteel en stad weer in Staatse handen.

### Verval

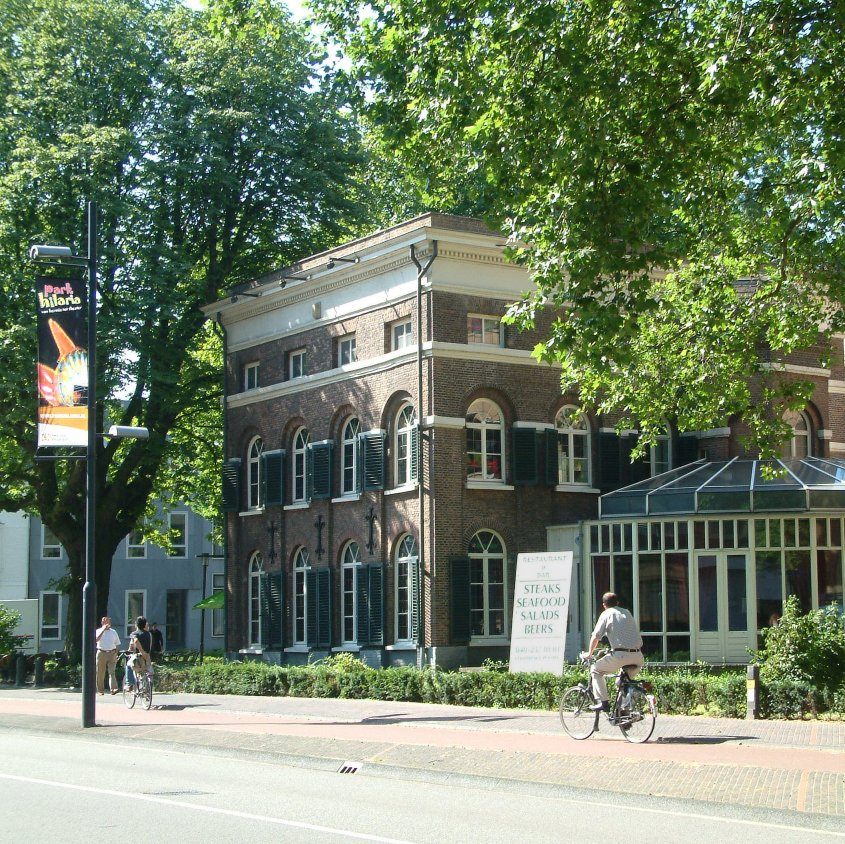
Villa Ravensdonck, (rijksmonument) anno 2008

Na de diverse plunderingen en de vernielingen van 1604, waarbij een deel van het kasteel omvergeworpen was, bleef er een vervallen gebouw over, dat ook ten prooi werd aan diefstallen en vandalisme. De voorpoort dreigde weldra in te storten en in 1646 werd een toren gesloopt. Verdere sloopactiviteiten vonden plaats in 1655 en 1663, terwijl in 1676 alles wat nog overeind stond met de grond werd gelijkgemaakt. Hoewel er tot 1717 nog gewag werd gemaakt van enige restanten, was er van een kasteel geen sprake meer.

### Villa Ravensdonck
Nu was er nog slechts sprake van het Casteelpleijn of het Casteelsveld, wat door de Domeinen wel in erfpacht werd uitgegeven als weiland. Een van de eerste bebouwingsplannen was afkomstig van de Hervormde Gemeente, waarvan de kerk in 1798 aan de katholieken was teruggegeven. De betreffende kerk werd echter in 1812 op een andere plaats gebouwd. Het eerste huis op het terrein werd in 1830 in gebruik genomen. Ten westen hiervan werd in 1841 een koetshuis en in 1859 een bijgebouw opgericht. Hierin was een tabaksfabriek gevestigd die in 1859 93 werknemers had. Het bijgebouw werd in 1943 gesloopt en het koetshuis in 1965. Het huis werd in 1860 nog als Het Kasteel aangeduid, vanaf 1870 Rust-Horst en sedert 1895 Villa Ravensdonck, naar een terrein bij klooster Mariënhage. In 1958 waren er plannen om ook de villa te slopen ter uitbreiding van het Binnenziekenhuis. Er waren talrijke plannen waaronder zelfs een tot herbouw van het kasteel. Hoewel de bijgebouwen in 1965 nog gesloopt zijn, werd de villa in 1968 tot Rijksmonument verklaard, waartegen de gemeente Eindhoven nog in 1972 in beroep ging. Deze wilde namelijk het zogeheten Cityplan realiseren, waarvoor vrijwel alle historische overblijfselen van de stad Eindhoven, inclusief Villa Ravensdonck, zouden worden opgeofferd. De villa werd tot 1974 aan het Binnenziekenhuis verhuurd, maar dat vertrok naar het Catharinaziekenhuis. In 1980 werd het pand verkocht aan de firma Ravensdonck BV om als restaurant te gaan fungeren, waartoe de buitengevels van de villa in 1981 werden gerestaureerd, maar het interieur volledig is vernieuwd. Ook tegenwoordig (2008) is Ravensdonck een restaurant.

## Opgravingen
Voortvloeiend uit de bouwwerkzaamheden van de Heuvel Galerie, waar grote bouwputten voor moesten worden geslagen, en de aanleg van leidingen en riolering, zijn er archeologische onderzoekingen naar de overblijfselen van het kasteel verricht in 1985, 1989, 1990 en 2019. Uit voorgaande grondwerkzaamheden was bekend dat er fundamenten in de grond aanwezig waren. Er zijn fundamenten uit 1420 en 1500 gevonden, en ook resten van een gewelfde beerkelder en rioleringen. Ook werden er greppels gevonden uit de 13e eeuw, die ouder zijn dan het kasteel, waaruit blijkt dat het terrein van het kasteel reeds eerder tot de stad behoorde. Men heeft niet alleen het verloop van de fundamenten kunnen nagaan, maar men heeft ook tal van voorwerpen aangetroffen die vaak als afval in de grachten werden gedeponeerd. Ook zijn daar onderdelen van het oorspronkelijke kasteel gevonden zoals haardstenen, vensterfragmenten en sloten. Zeer veel aardewerkfragmenten werden aangetroffen, evenals majolica, glas, munten en penningen, vingerhoeden en naalden, sieraden en religieuze voorwerpen. Niet verwonderlijk is ook dat men een grote collectie wapens heeft aangetroffen. Interessant waren verder de voedselresten, waaronder beenderen en zaden. Dit alles heeft geleid tot een beter begrip van het kasteel en zijn bewoners.

## Kasteelmuurtje

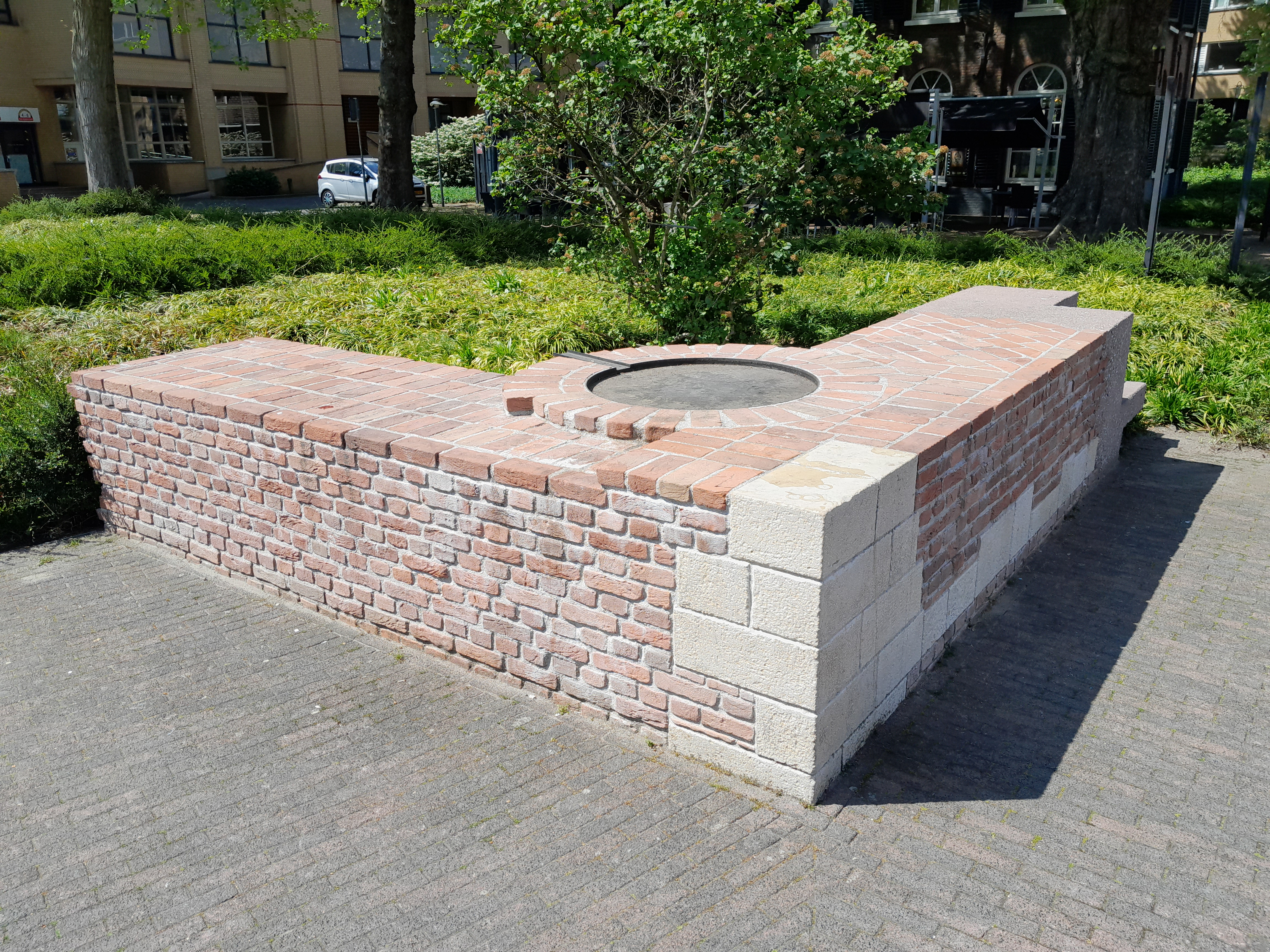
De nagebouwde hoek van de kasteelmuur

Omdat het kasteel een belangrijke rol in de geschiedenis van de stad vormde en dit voor velen onbekend is, verscheen in 2019 op de hoek Vestdijk/Ten Hagestraat een nagebouwde hoek van de kasteelmuur, met daarin een gefingeerde waterput en een bankje. Het idee bestond al sinds de opgravingen in 1992, maar het kwam er niet van, tot de Vestdijk en de Ten Hagestraat in 2018 op de schop gingen.

## Externe bron
- Nico Arts (red.), Het Kasteel van Eindhoven. 1992, Eindhoven: Museum Kempenland. ISBN 90-72478-18-5